# 利用促進協議会
利用促進協議会（りようそくしんきょうぎかい）は、主に空港、鉄道、高速道路、港などの公共交通機関の利用促進を図ることを目的として設置され、地方公共団体、公共交通事業者等が中心となって設置される組織である。
空港などでは利用者に対する運賃助成を実施する場合もある。
鉄道の場合は、沿線地域活性化協議会、沿線活性化協議会と名乗る場合も多い。